# Elitloppet 1984
Elitloppet 1984 var den 33:e upplagan av Elitloppet, som gick av stapeln söndagen den 27 maj 1984 på Solvalla i Stockholm. Finalen vanns av den svensktränade hästen The Onion, körd och tränad av Stig H. Johansson. Detta var Stig H. Johanssons första seger i Elitloppet.
I 1984 års Elitlopp förväntade sig många ett möte mellan svenska hästen The Onion, som samma år vunnit Gran Premio Lotteria i Italien, och den franska hästen Lurabo, som hade sju raka segrar och vunnit bland annat Prix d'Amérique och Prix de France samma år. Kretsen kring Lurabo avböjde dock sedan att starta i Elitloppet, på grund av att hästen blivit skadad. I loppet deltog dock Mon Tourbillon från Frankrike, och förra årets Hambletonianvinnare Duenna från USA.
Även tröstloppet Elitloppet Consolation kördes detta år, för de hästar som deltagit i kvalheaten, men som inte lyckats kvala in till finalen.

## Upplägg och genomförande
Elitloppet är ett inbjudningslopp och varje år bjuds 16 hästar som utmärkt sig in till Elitloppet. Hästarna lottas in i två kvalheat, och de fyra bästa i varje försök går vidare till finalen som sker 2–3 timmar senare samma dag. Desto bättre placering i kvalheatet, desto tidigare får hästens tränare välja startspår inför finalen. Samtliga tre lopp travas sedan 1965 över sprinterdistansen 1 609 meter (engelska milen) med autostart (bilstart). I Elitloppet 1984 var förstapris i finalen 450 000 kronor, och 100 000 kronor i respektive kvalheat.

## Kvalheat 1
| P   | S | Häst              | Kusk             | Tränare          | Land      | Odds  | Tid    |
| --- | - | ----------------- | ---------------- | ---------------- | --------- | ----- | ------ |
| 1   | 7 | Marcon Lep        | Magnus Sandgren  | Magnus Sandgren  | Sverige   | 4,04  | 1.12,3 |
| 2   | 1 | Mon Tourbillon    | Jean-Pierre Viel | Jean-Pierre Viel | Frankrike | 5,70  | 1.12,3 |
| 3   | 3 | Evita Broline     | Berndt Lindstedt | Berndt Lindstedt | USA       | 2,30  | 1.12,5 |
| 4   | 5 | Hickory Almahurst | Ulf Nordin       | Jacky Bethouart  | Frankrike | 54,20 | 1.12,7 |
| 0   | 8 | Duenna            | Stanley Dancer   | Stanley Dancer   | USA       | 8,00  | 1.12,9 |
| 0   | 6 | Victoria S.       | Bo W. Takter     | Bo W. Takter     | Sverige   | 30,70 | 1.13,4 |
| d   | 2 | Horns Hooter      | Raymond Ström    | Raymond Ström    | Sverige   | 4,20  | 1.13,5 |
| str | 4 | Spice Island      | Kurt Hörmann     | Kurt Hörmann     | Sverige   | -     | -      |

## Kvalheat 2
| P | S | Häst            | Kusk              | Tränare           | Land      | Odds  | Tid    |
| - | - | --------------- | ----------------- | ----------------- | --------- | ----- | ------ |
| 1 | 4 | The Onion       | Stig H. Johansson | Stig H. Johansson | Sverige   | 1,34  | 1.13,0 |
| 2 | 1 | Lutin d'Isigny  | Jean Paul Andree  | Jean Paul Andree  | Frankrike | 14,40 | 1.13,0 |
| 3 | 6 | Armbro Agile    | Trevor Richie     | Trevor Richie     | USA       | 16,10 | 1.13,3 |
| 4 | 7 | Keystone Triton | Pekka Korpi       | Pekka Korpi       | Finland   | 26,30 | 1.13,3 |
| 0 | 8 | Ejnar Vogt      | Ulf Nordin        | Jacky Bethouart   | Frankrike | 9,30  | 1.13,4 |
| 0 | 5 | Atod Mo         | Luciano Bechicchi | Luciano Bechicchi | Italien   | 26,00 | 1.13,5 |
| 0 | 3 | Rappe Håleryd   | Mats Hugoson      | Mats Hugoson      | USA       | 20,80 | 1.14,3 |
| 0 | 2 | Super Play      | Tommy Magnusson   | Tommy Magnusson   | Sverige   | 6,90  | 1.14,7 |

## Finalheat
| P | S | Häst              | Kusk              | Tränare           | Land      | Odds   | Tid    |
| - | - | ----------------- | ----------------- | ----------------- | --------- | ------ | ------ |
| 1 | 1 | The Onion         | Stig H. Johansson | Stig H. Johansson | Sverige   | 2,34   | 1.12,2 |
| 2 | 6 | Evita Broline     | Berndt Lindstedt  | Berndt Lindstedt  | USA       | 6,50   | 1.12,4 |
| 3 | 2 | Marcon Lep        | Magnus Sandgren   | Magnus Sandgren   | Sverige   | 3,70   | 1.12,5 |
| 4 | 4 | Mon Tourbillon    | Jean-Pierre Viel  | Jean-Pierre Viel  | Frankrike | 3,50   | 1.12,6 |
| 5 | 3 | Lutin d'Isigny    | Jean Paul Andree  | Jean Paul Andree  | Frankrike | 12,20  | 1.13,1 |
| 0 | 8 | Keystone Triton   | Pekka Korpi       | Pekka Korpi       | Finland   | 94,90  | 1.13,2 |
| 0 | 5 | Armbro Agile      | Trevor Richie     | Trevor Richie     | USA       | 60,50  | 1.13,6 |
| 0 | 2 | Hickory Almahurst | Ulf Nordin        | Jacky Bethouart   | Frankrike | 106,90 | 1.13,7 |